# Upbeats and Beatdowns
Upbeats and Beatdowns é o álbum de estreia da banda Five Iron Frenzy, lançado em Novembro de 1996.
A primeira faixa "Old West" remete para um dos temas mais realçados pela banda, é uma crítica ao tratamento dado aos nativos americanos em nome de Cristo.

## Faixas
1. "Old West" – 2:20
2. "Where the Zero Meets the Fifteen" – 3:04
3. "Cool Enough For You" – 3:45
4. "Anthem" – 2:43
5. "Faking Life" – 2:49
6. "Shut Up" – 0:04
7. "Arnold and Willis and Mr. Drummond" – 2:36
8. "I Feel Lucky" – 3:18
9. "Milestone" – 3:12
10. "Beautiful America" – 3:43
11. "Combat Chuck" – 2:09
12. "Amalgamate" – 2:58
13. "Everywhere I Go" – 2:16
14. "A Flowery Song" – 3:40
15. "Third World Think Tank" – 8:42
  - "Combat Chuck's Call" – 1:42 (Faixa escondida)

## Créditos
- Reese Roper - Vocal
- Micah Ortega - Guitarra, vocal
- Scott Kerr - Guitarra, vocal
- Keith Hoerig - Baixo
- Andrew Verdecchio - Bateria, vocal
- Nathanel Dunham - Trompete
- Dennis Culp - Trombone
- Leanor Ortega - Saxofone